# John M. Slaton

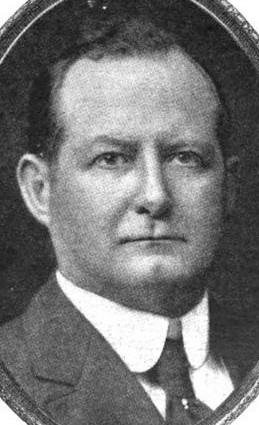
John M. Slaton

John Marshall Slaton (* 25. Dezember 1866 in Greenville, Meriwether County, Georgia; † 11. Januar 1955 in Atlanta, Georgia) war ein US-amerikanischer Jurist, Politiker (Demokratische Partei) und zweimaliger Gouverneur von Georgia.

## Frühe Jahre und politischer Aufstieg
Nach dem Durchlaufen der Grundschulen studierte Slaton Jura an der University of Georgia. 1887 wurde er in Georgia als Rechtsanwalt zugelassen. Anschließend war er bei der Kanzlei Glenn, Slaton and Phillips beschäftigt. Im Jahr 1896 wurde er auch politisch aktiv. Für das Fulton County wurde er als Abgeordneter in das Repräsentantenhaus von Georgia gewählt. Dort blieb er bis 1909. Zwischen 1905 und 1909 war er Speaker des Hauses. Ab 1909 war er im Senat von Georgia und wurde auch dessen Vorsitzender. Dieses Amt verhalf ihm 1911 in die Position des amtierenden Gouverneurs von Georgia, da der eigentliche Gouverneur, Hoke Smith, in den US-Senat gewechselt war und laut der damaligen Verfassung der Senatspräsident die Nachfolge eines ausgeschiedenen Gouverneurs antreten musste. Dementsprechend musste Slaton die Legislaturperiode von Gouverneur Smith bis zum regulären Ablauf der Amtszeit 1912 ausfüllen. Die nächsten Gouverneurswahlen gewann dann Ex-Gouverneur Joseph Mackey Brown, der bereits zwischen 1909 und 1911 dieses Amt innehatte. Slaton bewarb sich aber nach dem Ablauf der Amtszeit von Brown für die nächste Legislaturperiode als Gouverneur und konnte die Wahlen für sich entscheiden.

## Gouverneur von Georgia
Als Gouverneur gelang es ihm, das Vertrauen der Bürger in die finanzielle Stabilität des Staates zu gewinnen. Als er neue Staatsanleihen zeichnete, brachten diesen einen höheren Ertrag als die des Staates New York. Bekannt wurde er auch dadurch, dass er das Todesurteil im Fall des verurteilten Mörders Leo Frank in eine Gefängnisstrafe umwandelte und daraufhin ein Mob zuerst Slaton persönlich bedrohte und anschließend Frank gewaltsam aus dem Gefängnis holte und lynchte. Der Fall war ohnehin umstritten. Frank war wegen Mordes an einer Angestellten in seiner Bleistiftfabrik angeklagt gewesen. In diesem Fall hatte der spätere Gouverneur Hugh M. Dorsey die Anklage vertreten. Da Frank Jude war, wurden von außen antisemitische Tendenzen in den Prozess getragen. Dieser fand dann in einer aufgewühlten Atmosphäre statt und endete mit dem Todesurteil, das Slaton nun umgewandelt hatte, weil er die Rechtmäßigkeit der Verurteilung anzweifelte.

## Lebensende und Tod
Nach dem Ende seiner Amtszeit hat sich Slaton nie wieder in ein öffentliches Amt wählen lassen. Er widmete sich wieder dem Rechtswesen und war in der Anwaltskammer des Staates aktiv. Er starb am 11. Januar 1955 in Atlanta.